# Stenhomalus murzini
Stenhomalus murzini là một loài bọ cánh cứng trong họ Cerambycidae.